# Stenus guttula
Stenus guttula es una especie de escarabajo del género Stenus, familia Staphylinidae. Fue descrita científicamente por P.W.J.Müller en 1821.
Habita en Portugal, Reino Unido, Suecia, Francia, Países Bajos, Alemania, Austria, España, Italia, Grecia, Dinamarca, Bélgica, Bulgaria, Suiza, Luxemburgo y Polonia.